# 理学科
理学科（りがくか）とは大学に置かれる学科の一つ。

## 概要
学制改革当初は旧制高等学校や旧制師範学校から引き継いだ、文理学部や学芸学部に多く設置され、複数の専攻・専修を持っていたが、やがて理学部や理工学部として独立したり、教員養成課程に転換したりした。
近年は、理学部で、学科を再編して複数のコースを設け、理学の複数の分野の履修や理学の境界領域の研究を可能にしている大学が多い。また、京都大学などのように入試で細かく学科に分けず学部一括で募集し、2年次以降分属させる大学がある。これによって、専攻にとらわれず広く数学・物理・化学・生物などを自由に履修出来るようにしている。

## 設置している大学

### 国立大学
- 山形大学理学部
- 茨城大学理学部
- 新潟大学理学部
- 信州大学理学部
- 富山大学理学部
- 京都大学理学部
- 愛媛大学理学部
- 熊本大学理学部
- 鹿児島大学理学部

### 公立大学
- 横浜市立大学理学部

### 私立大学
- 早稲田大学教育学部
- 神奈川大学理学部
- 近畿大学理工学部

## 理学科に類する学科を持つ大学
基礎理学科
基礎科学に関する研究教育を行っている。
- 岡山理科大学理学部
- 石巻専修大学　（2013年に食環境学科と生物科学科に改組され、1年次学生募集停止）

基礎科学科
- 東京大学教養学部